# Leokadia Śliwińska
Leokadia Śliwińska (ur. 1 grudnia 1875 w Jałtuszkowie,  zm. 19 listopada 1949 w Warszawie) – działaczka socjalistyczna, niepodległościowa i feministyczna. Żona premiera II RP Artura Śliwińskiego.

## Życiorys
Urodziła się na Podolu w rodzinie ziemiańskiej. Jej rodzicami byli Modest Czarnecki i Helena z Udingów. W 1896 skończyła ze złotym medalem gimnazjum w Kijowie, a następnie Wydział Przyrodniczy na Sorbonie w Paryżu. Podczas studiów członkini ZMP „Zet”. Po ukończeniu nauki pracowała jako asystentka prof. Wysakowicza w Instytucie Bakteriologicznym Uniwersytetu w Kijowie. W 1900 r. wystąpiła z Zetu. Organizowała wówczas tajne kółka oświatowe w ramach tzw. Uniwersytetu Latającego w Kijowie, działającego dzięki pomocy wykładowców z Krakowa i Warszawy, m.in. Wilhelma Feldmana, Andrzeja Niemojewskiego, Ludwika Krzywickiego i Gustawa Daniłowskiego. W latach 1905–1906 była członkinią Kresowego Towarzystwa Politycznego skupiającego sympatyków Polskiej Partii Socjalistycznej. W 1906 r., będąc pod nadzorem policji, wraz z mężem wyjechała do Krakowa, gdzie jej mąż redagował „Trybunę”, a ona sama wstąpiła do PPS – Frakcji Rew. Od 1907 r. Śliwińscy mieszkali w Warszawie. W kwietniu 1915 r. była współzałożycielką i członkinią pierwszego koła Ligi Kobiet Pogotowia Wojennego (LKPW) w Warszawie.
Po wybuchu I wojny światowej stała się jedną z czołowych działaczek LKPW (1914–1918). W ramach Ligi pełniła funkcję członkini zarządu koła warszawskiego (sierpień 1914 – wrzesień 1915), następnie przewodnicząca koła „B” w Warszawie, od sierpnia 1916 do grudnia 1918 członkini Prezydium Naczelnego Zarządu LKPW. Reprezentowała Ligę w porozumieniach lewicy niepodległościowej: Zjednoczeniu Organizacji Niepodległościowych (1914), Unii Stronnictw Niepodległościowych (1914–1915), Komitecie Naczelnym Zjednoczonych Stronnictw Niepodległościowych (1915), Centralnym Komitecie Narodowym (1915–1917) i Komisji Porozumiewawczej Stronnictw Demokratycznych (1917–1918). W tym okresie była także członkinią Polskiej Organizacji Wojskowej.
W okresie międzywojennym działała początkowo w Lidze Kobiet Polskich. Po przewrocie majowym opowiedziała się po stronie sanacji. W latach 1928–1935 była działaczką Związku Pracy Obywatelskiej Kobiet – gdzie była członkinią Głównego Zarządu i kierowniczką Wydz. Wychowania Obywatelskiego. Po rozłamie w 1935 przeszła wraz z Zofią Moraczewską do Samopomocy Społecznej Kobiet – gdzie była kierowniczką pracy oświatowej w tej organizacji. Członkini Komisji Środowiskowej Ligi Kobiet Głównego Komisji Odznaczeniowej Krzyża i Medalu Niepodległości (1928–1935).
Okupację hitlerowską przeżyła w Zwierzyńcu i Warszawie. Wraz z mężem uczestniczyła w pracach konspiracji. Po powstaniu warszawskim znalazła się w obozie w Pruszkowie, skąd udało im się uciec i schronić w domu rodziny brata Artura, Tadeusza, w Milanówku. Po 1945 mieszkała w Łodzi.
Zmarła 19 listopada 1949 w Warszawie, pochowana w grobowcu rodzinnym swego męża Artura na Powązkach (kwatera 50-6-4).

## Życie prywatne
Jej mężem od 1905 r. był Artur Śliwiński, z którym miała dwie córki: Hannę (ur. 1906), po mężu Danyszow, i Ewę (1909–1976), po mężu Wiśniewską.

## Ordery i odznaczenia
- Krzyż Niepodległości (12 maja 1931)[13]
- Złoty Krzyż Zasługi (10 marca 1939)[14]